# Stazione di Linum narbonense
Stazione di Linum narbonense è il nome di una zona speciale di conservazione della rete Natura 2000 situata nella provincia di Cuneo, in Piemonte.
L'area tutela l'unica stazione in Piemonte di Linum narbonense, chiamato anche lino di Narbona o lino lesinino, piuttosto diffuso in Francia meridionale, in Spagna e nelle Isole Baleari ma che in Italia si trova solo nel Ponente Ligure, nei pressi di Mortola Superiore (Provincia di Imperia) e nel Carso triestino.

## Territorio
L'area si estende su una superficie di 13 ha nella parte centrale della Valle Grana sul territorio del comune di Pradleves. L'area protetta si trova sul versante sinistro della valle, quello esposto a sud, ad una quota compresa tra i 900 e i 1050 m s.l.m.

## Flora
Sui pendii ripidi ricoperti da un substrato roccioso calcareo è presente l'habitat 6210 tutelato dalla Direttiva Habitat chiamato Formazioni erbose secche seminaturali e facies coperte da cespugli su substrato calcareo (Festuco-Brometalia) caratterizzato dalla presenza di orchidee. Nell'area, oltre al Linum narbonense si ha la presenza di: Gentiana ligustica, fior bombo, orchidea screziata, Orchis militaris, Anacamptis pyramidalis e Orchis anthropophora.